# Сесар Монтес
Сесар Монтес (ісп. César Montes, нар. 24 лютого 1997, Ермосійо) — мексиканський футболіст, захисник клубу «Локомотив» (Москва) і національної збірної Мексики.

## Клубна кар'єра
У дорослому футболі дебютував 2015 року виступами за команду клубу «Монтеррей», кольори якого захищав сім сезонів.
27 грудня 2022 року Сесар перейшов до іспанського клубу «Еспаньйол», контракт розрахований до 2028 року.
1 вересня 2023 року підписав контракт з іспанським клубом «Альмерія».
12 вересня 2024 року мексиканець підписав п'ятирічний контракт з російським клубом «Локомотив» (Москва).

## Виступи за збірну
2016 року захищав кольори олімпійської збірної Мексики. У складі цієї команди провів 6 матчів. У складі збірної — учасник футбольного турніру на Олімпійських іграх 2016 року у Ріо-де-Жанейро.
Наступного року дебютував у складі національної зюірної Мексики, взяв участь у розіграші Золотого кубка КОНКАКАФ 2017 року. На аналогічному турнірі 2019 року здобув титул чемпіона Північної Америки.
У жовтні 2022 року включений до складу збірної Мексики на тогорічний чемпіонат світу.
У складі збірної Мексики став переможцем розіграші Золотого кубка КОНКАКАФ 2023 року.
У 2025 році втретє в складі збірної Мексики виграв Золотий кубок КОНКАКАФ.

## Титули і досягнення
- Володар Золотого кубка КОНКАКАФ (3): 2019, 2023, 2025
- Чемпіон Мексики (1): 2019 А
- Володар Кубка Мексики (2): 2017 А, 2019-20
- Володар Ліги чемпіонів КОНКАКАФ (2): 2019, 2021
- Бронзовий олімпійський призер: 2020